# Лавринович Олександр Володимирович
Олекса́ндр Володи́мирович Лаврино́вич (28 червня 1956 , Овруч, Житомирська область ) — український політик, один із засновників і керівників першої опозиційної проукраїнської партії Народний рух України 1989 року, виборювач незалежності України.
Голова Вищої ради юстиції з 4 липня 2013 р. до 10 квітня 2014. Перший заступник Голови Верховної Ради України 6-го скликання (2 вересня 2008 року — 11 березня 2010 року). Тричі Міністр юстиції України (2002—2005; 2006—2007; 2010—2013). Колишній член Партії регіонів.

## Біографія
Батько Володимир Павлович (1929) і мати Валентина Павлівна (1928), дружина Світлана Григорівна (1956) — математик-програміст Головного обчислювального центру Міносвіти, син Максим Лавринович (1978) — керуючий партнер юридичної фірми «Лавринович і Партнери», син Віталій (1983).
У 1978 році закінчив КНУ ім. Шевченка (фізичний факультет) за спеціальністю «оптичні прилади і спектроскопія». У 1987 році закінчив аспірантуру Київського політехнічного інституту за спеціальністю «лазерна техніка та технологія», у 1988 році захистив дисертацію «Інтенсифікація обробки надтвердої кераміки лазерним випромінюванням».
У 1998 році закінчив Національну юридичну академію України ім. Ярослава Мудрого за спеціальністю «правознавство» з відзнакою, у 2001 році захистив кандидатську дисертацію «Виборче законодавство України та проблеми його вдосконалення» на спеціалізованій Раді Інституту держави і права ім. В. Корецького Національної академії наук України.
Трудову біографію розпочав у 1978 році — на посаді інженера, згодом — молодший науковий співробітник, науковий співробітник, старший науковий співробітник Інституту надтвердих матеріалів АН УРСР.
1981—1984 — служба в армії (начальник радіолокаційної станції).
У 1990—1992 роках — старший викладач (за сумісництвом) факультету хімічного машинобудування Київського політехнічного інституту.
Член Народного Руху України з часу його заснування. У 1989 р. обраний заступником Голови Ради представників НРУ. У 1990—1997 р.р. на 2,3,4,5,6,7 Зборах Руху обирався заступником, першим заступником Голови Народного Руху України. У 1998 році на 8-х Зборах Народного Руху України звільнився з посади заступника Голови Руху й вийшов із складу всіх керівних органів Руху.
У 1990 році обраний членом Центральної виборчої комісії, у 1991 р. — заступником Голови ЦВК, у 1993—1994 роках виконував обов'язки Голови Центрвиборчкому.
У 1994—1998 р.р. — народний депутат України 2-го скликання, обраний у 274 виборчому окрузі (Львівська область). Заступник Голови комітету з питань правової політики і судово-правової реформи. Координатор парламентської фракції Народного Руху України.
4 квітня 1996 року 10 депутатських фракцій (без соціалістів та комуністів) створили міжфракційну депутатську групу з розробки Конституції і обрали керівником групи заступника голови Народного Руху України О. Лавриновича.
У 1998—2001 р.р. Народний депутат України 3-го скликання, обраний у 121 виборчому окрузі (Львівська область). Секретар комітету з питань правової реформи. Член Фракції Народного Руху України. Склав депутатські повноваження 18 жовтня 2001 р.
У 2001—2002 р.р. Державний секретар Міністерства юстиції України.
У 2002 році обраний народним депутатом України 4-го скликання за виборчим списком блоку «Наша Україна». Від реєстрації народним депутатом України відмовився.
У 2002—2005 р.р. міністр юстиції України.
У 2005—2006 р.р. заступник Голови правління ВАТ «Укрнафта».
З серпня 2006 року — перший заступник Міністра Кабінету Міністрів — начальник Управління правового забезпечення Секретаріату Кабінету Міністрів України.
1 листопада 2006 року знову призначений міністром юстиції України.
З листопада 2007 Народний депутат України 6 скликання від Партії регіонів, № 67 в списку. На час виборів: Міністр юстиції України, безпартійний.
З грудня 2007 заступник голови фракції Партії регіонів.
Перший заступник Голови Верховної Ради України 6-го скликання з 2 вересня 2008 року по 11 березня 2010 року.
З 10 березня 2010 втретє призначено на посаду Міністра юстиції України
Член Вищої ради юстиції за посадою (присягу члена ВРЮ склав на пленарному засіданні Верховної Ради України 12 березня 2010 р.)
4 липня 2013 року звільнений з посади Міністра юстиції України.
2 липня 2013 обраний Верховною Радою України членом Вищої Ради Юстиції.
4 липня 2013 члени Вищої Ради Юстиції обрали Лавриновича Головою Вищою Ради Юстиції. 10 квітня 2014 завершив роботу в ВРЮ.

## Кримінальна справа

### 2015
13 липня 2015 року Генеральна прокуратура України повідомила про підозру Лавриновичу в скоєнні злочину, передбаченого ч. 5 ст. 191 ККУ (розтрата шляхом зловживання службовим становищем державних коштів на суму 8,5 млн грн). За даними слідства, було перераховано 95 тис. грн, 2013 ще 8,6 млн грн. на послуги іноземних юристів, юридичної компанії зі США «Skadden, Arps, Slate, Meagher & Flom» для захисту держави Україна у кримінальній справі «Тимошенко проти України», яка була на розгляді в Європейському суді з прав людини.
30 липня 2015 року Печерський суд Києва призначив заставу в розмірі 1,2 млн грн, яка була внесена 7 серпня. 18 серпня 2016 року ГПУ повторно вручила Лавриновичу підозру за ч. 5 ст. 191 ККУ (у документі новий текст та виправлені помилки).
15 вересня 2017 року суддя Батрин Печерського районного суду Києва обрала Лавриновичу запобіжний захід у вигляді утримання під вартою до 02.11.17 у справі про захоплення державної влади шляхом оприлюднення Міністерством юстиції рішення Конституційного суду України від 30.09.10 р..
7 вересня Апеляційний суд Києва скасував рішення Печерського суду і звільнив Лавриновича в залі суду. Апеляційний суд встановив факт необгрунтованості підозри Лавриновичу і вказав на перевищення повноважень і протиправні дії судді Печерського районного суду при прийнятті ухвали від 15.09.2017 р.

### 2022
25 липня 2022 року Лавриновичу заочно було оголошено підозру у вчиненні державної зради через візування Міністерством Юстиції (як і іншими міністерствами та відомствами України) довідки Про погодження проєкту розпорядження Кабінету Міністрів України «Про схвалення проєкту угоди між Україною та Російською Федерацією з питань перебування ЧФ РФ на території України». Досудове розслідування встановило, що «Харківські угоди» між Україною і РФ з питань перебування Чорноморського флоту РФ в Україні були нав'язані колишнім президентом РФ Медведєвим тодішньому прем'єр-міністру України Азарову, але Лавринович, розуміючи наслідки, все одно займався підготовкою угоди. Міждержавні угоди (Харківські угоди) були підписані зі сторони України Президентом України та вступили в силу після ратифікації Верховною Радою України — 236 голосів «За», лишаються чинними і не денонсованими зі сторони України і донині.

## Наукові роботи, винаходи та досягнення
Автор та співавтор 12 винаходів, 4 монографій, 48 наукових праць у галузі лазерної технології. Автор понад 20-ти наукових праць в галузі конституційного права. Автор і співавтор близько 50-ти законопроєктів, автор концепції Конституційного договору. Співавтор Конституції України.

## Нагороди
- Орден князя Ярослава Мудрого V ст. (2004)
- Орден «За заслуги» I ст. (24 серпня 2013) — за значний особистий внесок у державне будівництво, соціально-економічний, науково-технічний, культурно-освітній розвиток України, вагомі трудові здобутки та високий професіоналізм[26]
- Орден «За заслуги» II ст. (28 червня 2011) — за значний особистий внесок у розбудову правової держави, багаторічну плідну громадсько-політичну діяльність[27]
- Орден «За заслуги» III ст. (27 листопада 2001) — за вагомий особистий внесок у державне будівництво, активну участь в організації та проведенні Всеукраїнського референдуму у питанні про проголошення незалежності України 1991 року[28]
- Заслужений юрист України (29 березня 2003) — за значний особистий внесок у реалізацію державної правової політики, зміцнення законності і правопорядку, високий професіоналізм[29]
- Нагороджений Почесною грамотою Кабінету Міністрів України, відзнакою «За служіння закону» Верховного Суду України, відзнаками відомств та громадських організацій України.